# Кваліметрія (психологія)
Кваліметрíя (рос. квалиметрия, англ. qualimetry, нім. Qualimetrie f) – науково обґрунтована оцінка та системна діагностика професійної діяльності та рефлексії особистості.